# Galumna similis
Galumna similis är en kvalsterart som beskrevs av Pérez-Íñigo och Baggio 1980. Galumna similis ingår i släktet Galumna och familjen Galumnidae. Inga underarter finns listade i Catalogue of Life.